# نيرمالا سيترامان
نيرمالا سيترامان (مواليد 18 أغسطس 1959) هي سياسية واقتصادية هندية عضوة في حزب بهاراتيا جاناتا تشغل حالياً منصب وزيرة المالية.